# Festiwal Sztuki i Przedmiotów Artystycznych
Festiwal Sztuki i Przedmiotów Artystycznych – targi sztuki i rękodzieła adresowane do szerokiej publiczności, odbywające się od 2004 roku w cyklu corocznym na terenie Międzynarodowych Targów Poznańskich. Wydarzenie pierwotnie nosiło nazwę "Festiwal Przedmiotów Artystycznych". W roku 2008 po raz pierwszy odbyło się jako "Festiwal Sztuki i Przedmiotów Artystycznych". Wystawcami są artyści plastycy oraz rękodzielnicy. Zwiedzający mają możliwość zakupu wystawianych przedmiotów.

## Opis
Od 2008 roku Festiwalowi towarzyszy wystawa POZNAJ ZMIANY, organizowana przez Związek Polskich Artystów Plastyków. Podczas pierwszej edycji wystawy swoją twórczość z zakresu malarstwa, grafiki i rzeźby prezentowało blisko stu artystów.

## Zakres twórczości
Poniżej znajduje się lista obszarów, które są prezentowane podczas Festiwalu
- malarstwo
- grafika
- rysunek
- fotografia
- tkanina artystyczna
- rzeźba
- ceramika
- szkło
- witraż
- metaloplastyka
- kowalstwo artystyczne
- biżuteria
- elementy i narzędzia do wyrobu biżuterii
- unikatowa odzież
- unikatowe dodatki
- malowanie na jedwabiu
- batik
- patchwork
- wyroby z filcu
- koronka
- haft
- wyroby szydełkowe
- tkactwo
- meble artystyczne
- lampy
- lustra
- ramy
- artykuły dekoracji wnętrz
- galanteria skórzana
- galanteria drewniana
- wyroby zdobione techniką decoupage
- galanteria ze słomy
- galanteria ze sznurka
- galanteria ze sklejki
- świece ozdobne
- florystyka
- ozdoby bożonarodzeniowe
- anioły
- ozdoby wielkanocne
- kartki okolicznościowe
- ręcznie wykonane zabawki
- rękodzieło ludowe
- antyki / starocie
- usługi
- przybory i materiały do twórczości plastycznej
- opakowania / papiery ozdobne
- warsztaty plastyczne